# 八角洞崖墓群
八角洞崖墓群位於四川省眉山市青神縣，文物遺址年代判定為漢。2012年7月16日公佈為第八批四川省文物保護單位。

## 簡介[2]
八角洞崖墓群，原名“八角洞洞穴墓群”，位於四川省眉山市青神縣白果鄉官廳壩村八角洞山腳到半山腰崖壁上，坐西向東，共77座，分佈面積約3000平方公尺。大中型墓室如M27墓室寬1.03公尺，高1.05公尺，深2.4公尺。極少數小型基室如M11墓室只寬0.64公尺，高0.56公尺，深0.73公尺。該墓群歷史悠久，形制獨特，規模壯觀，有較高的歷史和考古研究價值。第三次全國文物普查新發現。